# Čelen

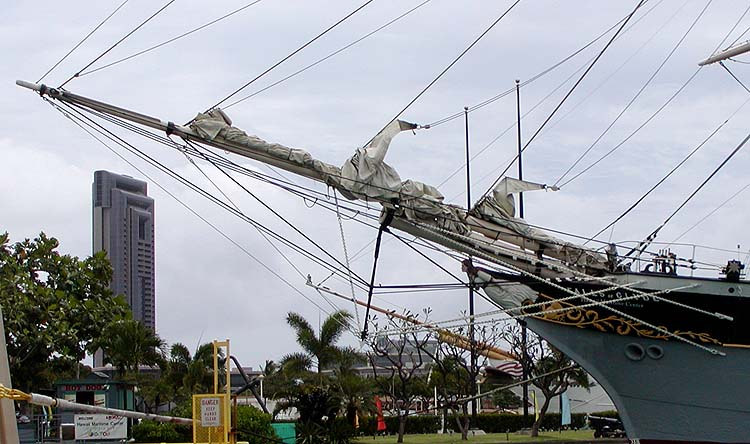
Čelen

Čelen je součást takeláže plachetní lodi. Je umístěn vodorovně až šikmo vzhůru na přídi lodě, přes niž přečnívá daleko dopředu.
Je obvykle položen na hlavním vazu lodi a upevněn v podpalubí a k přídi. Slouží podobně jako stěžně k upevnění plachet a stěhů. Obdélníková plachta, připevněná k čelenu, se nazývá blinda. Mezi čelenem a prvním stěžněm mohou být napnuty též trojúhelníkové kosatky.
Svou vahou spočívá čelen na hlavním vazu a přídi, proti vyvrácení směrem vzhůru je k přídi připevněn čelenovou výztuhou, což je silný svazek lan obepínající shora čelen a provlečený přídí.

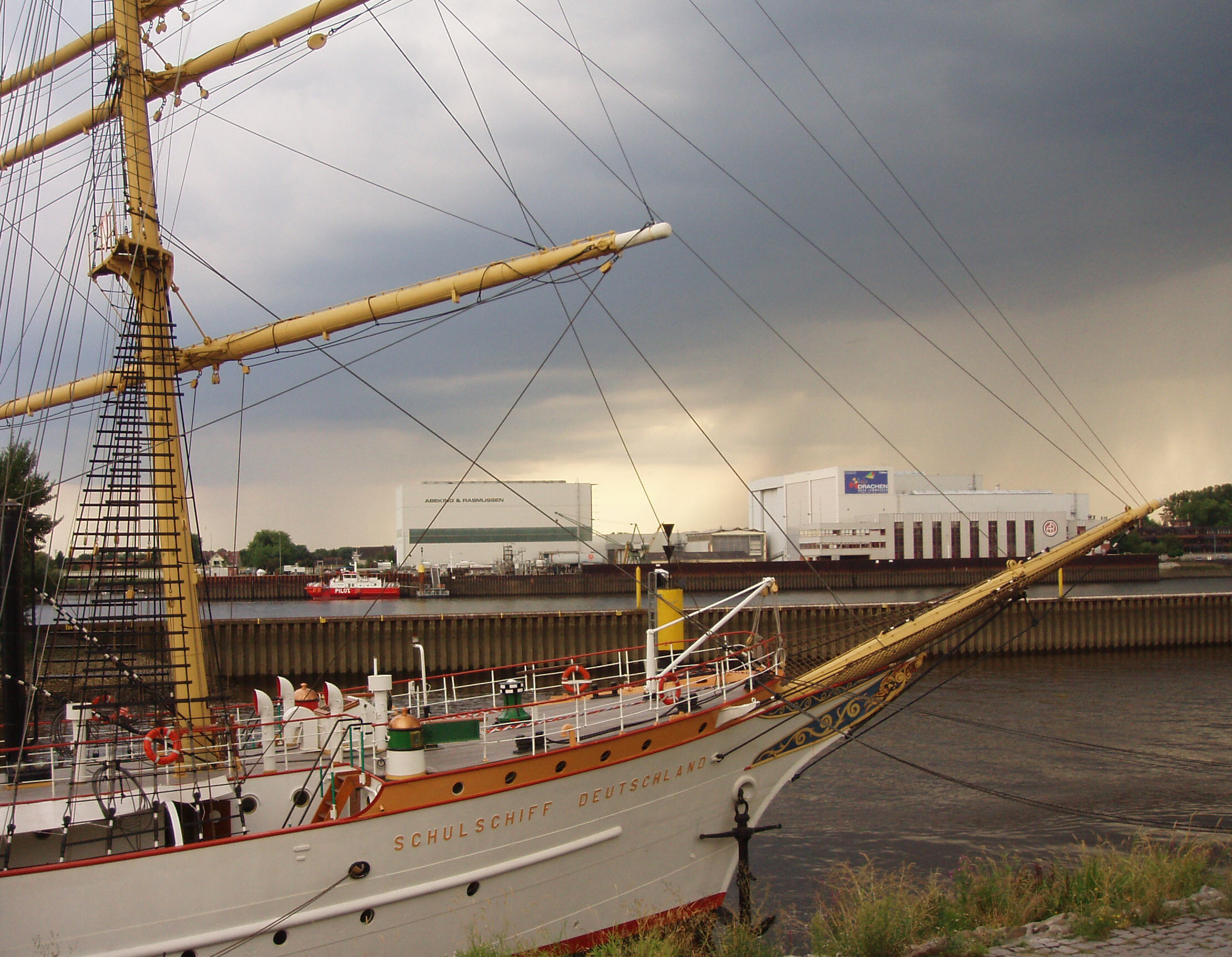
Příď lodě s čelenem
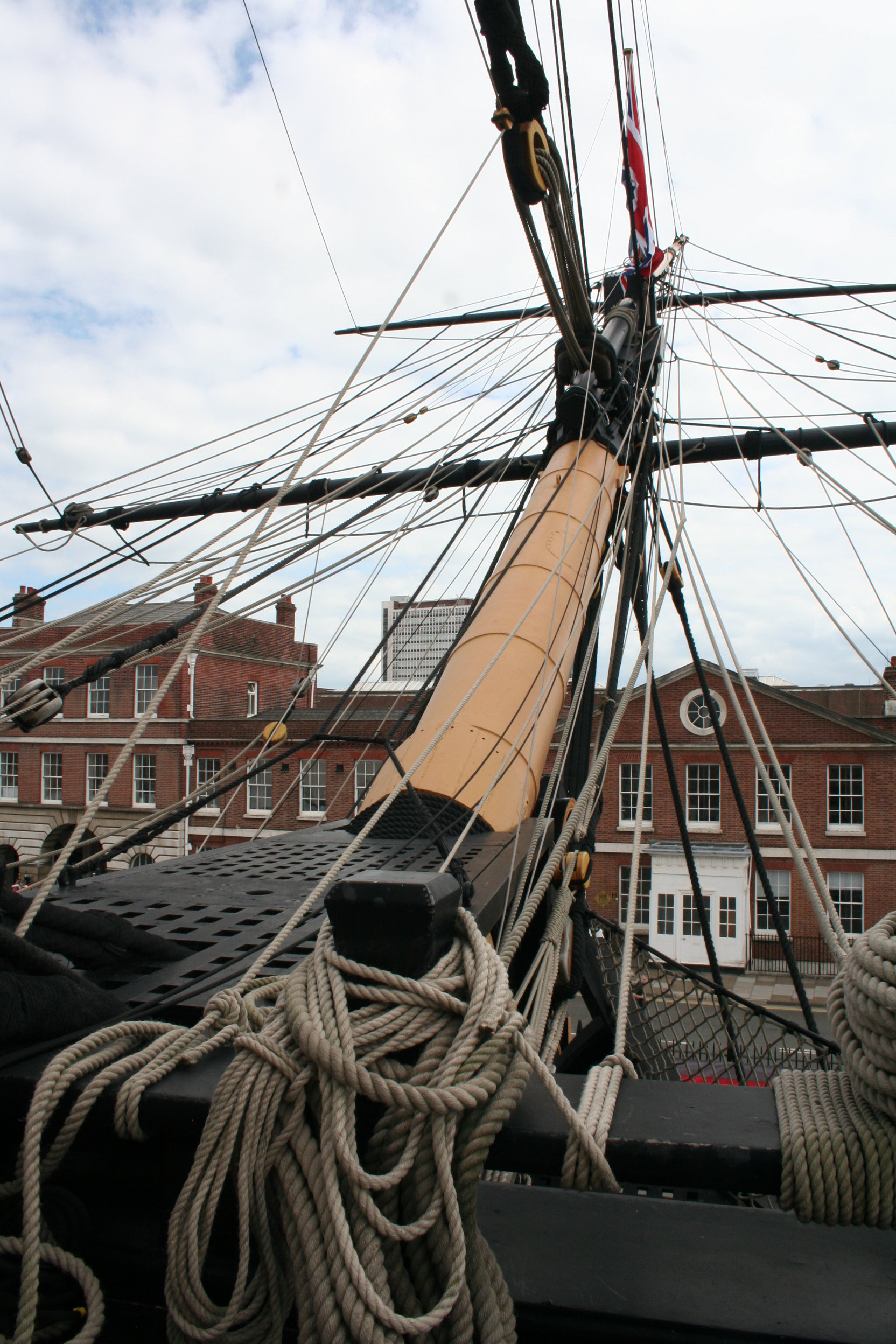
Čelen HMS Victory
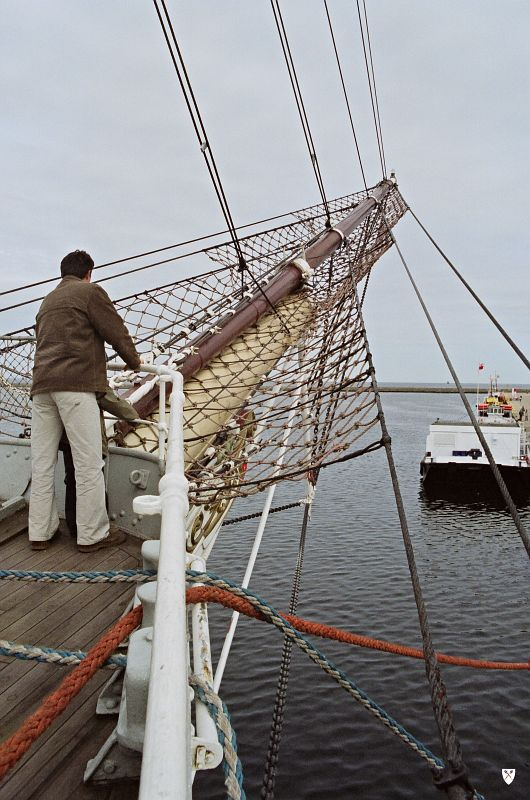
Čelen Daru Pomorza